# 智冠科技
智冠科技股份有限公司（英語：Soft-World International Corporation，簡稱智冠科技）成立於1983年7月15日，是臺灣電腦遊戲公司，在台灣盜版興盛時趁亂而起。早期出售國外單機遊戲，及發行軟體世界雜誌；後來開始有自製遊戲，其中包括多套銷量極佳作品，包括改編自金庸小說的笑傲江湖、射鵰英雄傳、倚天屠龍記、天龙八部、鹿鼎記等，亦曾推出以中華職棒為主題的棒球遊戲。近年來進軍線上遊戲。自製有線上遊戲網路三國、吞食天地、金庸群俠傳Online等，單機遊戲紅樓夢之十二金釵、金庸群俠傳等。營運觸角涵蓋遊戲產業上中下游。上游研發主要由轉投資的中華網龍負責，中游營運則以遊戲新幹線與智凡迪為核心，通路由智冠經營。此外，公司也成立智付寶，近年經營項目涵蓋 MyCard 遊戲點數卡、e-PLAY 數位銷售平台、《加倍 MyCard》紅利點數 APP、電玩資訊多媒體、社群廣告服務與通路整合行銷等服務。
1990年，智冠科技為了吸納遊戲製作人才，曾舉辦全國性遊戲製作比賽“金磁片獎”，一共辦了五屆之多。其中不少得獎作品亦推市面，包括決戰俄羅斯、楚漢之爭、聖域傳說、吞食天地、如來金剛拳、超人戰紀、吞食天地2、九五真龍等。部份得獎者亦先後加入智冠並推出其他作品，包括陳則孝、李國章、陳志明、陳佳評、劉裕敏、呂學森、吳宗洲、賈宓等。

## 外部連結
- 官方网站